# Стрипський Гіядор Миколайович
Гіядор Миколайович Стрипський (Др. Ядоръ Стрипський, псевдоніми: Я. Біленький, Ядор, М. Миколаєнко, Мікеш, С. Новик, Стороженко та інші, 7 березня 1875, с. Шелестове (нині частина смт. Кольчино Закарпатської області — 9 березня 1949, в інших джерелах — 9 березня 1946, Будапешт) — закарпатський діяч, історик, філолог і етнограф, дійсний член Наукового товариства ім. Шевченка та член Румунської АН.

## Життєпис
З родини греко-католицького священика. Окрім Гіядора, у родині було багато дітей; один із них, Мирон (мадярська форма імені — Елемер) Стрипський, був 11-м мером Унґвара (Ужгорода) та активістом «Просвіти».
Закінчив Ужгородську гімназію (1893). Вищу освіту здобував на філософських факультетах Будапештського (1893 — осінь 1897), Львівського (один семестр 1897 р.) та Коложварського (1898—1900) університетів; у Коложварі отримав диплом доктора філософії і гімназійного професора.
Співпрацював із Володимиром Гнатюком і Іваном Франком, прихильник народовецької орієнтації закарпатського культурно-мовного розвитку; співпрацював із о. Августином Волошином у «Науці» й додатку «Село» (1907).
Критикував москвофілів, але водночас дотримувався політики лояльності угорській державі. У 1913 р. виступив із довгим дописом, де критикував як моксвофілів, так і проукраїнський рух, і підтримував розвиток на закарпатських землях літературної мови на базі місцевих діалектів (тобто пропагандував політичне русинство).
Був родичем Августина Штефана.
«Часто бував у нас двоюрідний брат мами Гіядор Стрипський, який був учнем Івана Франка. Мабуть він та галицькі священики, що часто бували у нас, подали думку батькові 1897 року заложити в Скотарському читальню.»
- писав у своїх спогадах Августин Штефан, парох Скотарського, батько першого Президента Карпатської України Августина Волошина.
Під час першої світової війни видавав журнал «Ukránia» у Будапешті, у 1919 редактор «Русько-Країнської Правди».
У 1920 залишився в Угорському королівстві, де був міністерським радником і далі досліджував культуру й історію Закарпаття.
У 1941–1943 провідний член «Подкарпатського Общества Наук», у видавництві якого багато друкувався.
Писав також угорською і словацькою (псевдонім Belon Rusinský) мовами.
Після 2-ї світової війни практично вся родина Стрипських (найближчі родичі Гіядора, які ще залишалися в Ужгороді) емігрувала з Закарпаття до Угорщини.

## Праці
Найвизначніші праці:
- «Угро-руські літописні записки»,
- «Старша руська письменність на Угорщині»,
- «З старшої письменности угорської Руси»,
- «Гдѣ документи старшей історії Подкарпатской Руси?»,
- «Етнографічний опис Угорської Русі»,
- «Православно-грецькі культурні сліди поміж мадярами Арпадової доби»,
- «Найстаріший румунський друк латинкою»,
- «Пам'ятки русько-української мови і літератури» та ін.
  - Kossuth Lajos a ruthén népköltészetben. Bp., 1907. (Különnyomat az Ethnographiából)
  - Zapiszki z Verhovini [Verhovinai útijegyzetek] H.n., 1907.
  - Az erdélyi halászat ismeretéhez. Kolozsvár, 1908.
  - Az erdélyi halastavak ismeretéhez. Régi és más halastavak. Uo., 1908.
  - Sztojka pp. újonnan felfedezett antimensiója és az iskolai monostor. Ungvár, 1910.
  - Szegedi Gergely énekeskv-e 16. századbeli román fordításban. Protestáns hatások a hazai románságra. Alexics Györggyel. Uo., 1911.
  - Uhroruszki litopisznyi zapiszki. (Magyarorosz év szerinti feljegyzések) H.n., 1911.
  - Adalékok Szabó Károly ["Régi magyar könyvtár" c.] munkájának I—II. kötetéhez. Pótlások és igazítások. Bp., 1912. (soksz.)
  - Jegyzetek a görög kultúra Árpádkori nyomairól. Uo., 1913. Online
  - A görög-katholikus magyarság utolsó kálvária-útja 1896—1912. Írta Szabó Jenő. (A szerző dolgozataiból és beszédeiből egybeállította, bevezetővel és jegyzetekkel kíséri Sztripszky Hiador.) Uo., 1913. Online
  - Moskophilismus, ukrainizmus és a hazai rusznákok. Uo., [1913]. (Különnyomat a Budapesti Szemléből)
  - Z sztarsoji piszmennosztyi Uhorszkoji Ruszi (Magyar Oroszország régebbi írásbeliségéből). h. n., 1914.
  - Ének Igor hadairól és a palócokról. Ford. Varga Bálinttal. Bp., [1916] (Ukrán könyvtár 2.)
  - Históriás énekek a rettenetes Iván czarrúl, ifiu testőrzőjérül és az vitéz kalmár Kalasnikovrul. Írta Lermontov Mikhál. [Ford.] Uo., 1924. [1923]
  - Literarne makresy. H.n., 1942.
  - Pocsatki drzckarsztva na Podkarpatyu. (A nyomdászat kezdetei Kárpátalján) h. n., 1942.
  - Mivel tartozunk az orosz irodalomnak? [benne Puskin: Nulin gróf c. művének ford.] Szeged, 1949.

Перекладав угорською мовою українські літературні твори (Шевченка, Франка, Руданського, Коцюбинського), «Слово о полку Ігоревім».